# Karl Eduard Hammerschmidt

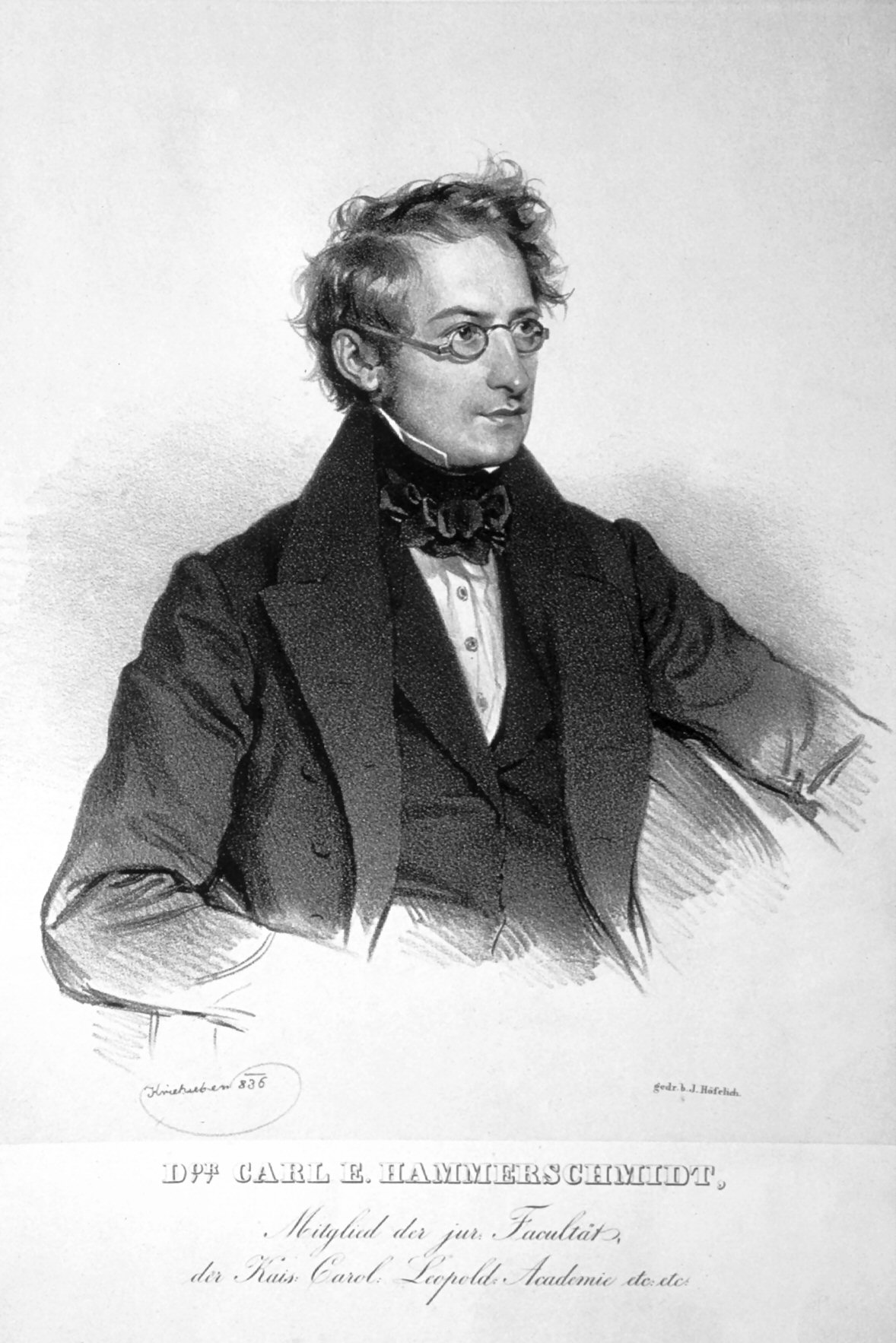
Dor.Carl E. Hammerschmidt, Lithographie von Josef Kriehuber, 1836.

Karl Eduard Hammerschmidt (nach der Konversion zum Islam: Abdullah Bey) (* 12. Juni 1801 in Wien; † 30. August 1874 in Kleinasien) war ein österreichischer Mineraloge und Entomologe, sowie Arzt.

## Leben
Hammerschmidt studierte die Rechte, konnte aber nicht zur Advokatur gelangen. Obgleich schon als Redakteur der Landwirtschaftlichen Zeitung und als Entomologe bekannt, ließ er sich doch noch einmal als Student der Medizin einschreiben. Er führte zahlreiche Äthernarkosen durch und wies bereits 1847 auf die Vorteile des Äthers gegenüber dem Chloroform hin.
1848 benannte er Comadia redtenbacheri, bekannt als die Raupe in Mezcalflaschen, zu Ehren Ludwig Redtenbachers.
In den Aufstand von 1848 verwickelt, musste er fliehen, trat in die ungarische Armee, kämpfte zuletzt unter dem polnischen General Józef Bem in Siebenbürgen und wurde mit vielen Leidensgenossen über die türkische Grenze gedrängt.
Von seiner bald errungenen Stelle als Lehrer an der medizinischen Schule zu Konstantinopel verdrängten ihn Reklamationen Österreichs.
Er wurde dann in Damaskus mehrere Jahre als Spitalarzt verwendet, diente als Arzt im Krimkrieg, war während der Wiener Ausstellung türkischer Kommissar und seit 1873 Lehrer der Mineralogie und Zoologie an der medizinischen Schule zu Konstantinopel, für welche er ein naturhistorisches Museum gründete. Er war Mitbegründer des Türkischen Roten Halbmondes.
Außer zoologischen und geologischen Lehrbüchern in türkischer Sprache lieferte H. wertvolle Beiträge zur geologischen und zoologischen Kenntnis der Bosporusgegenden. Er starb bei der geologischen Untersuchung einer neuen Eisenbahnlinie in Kleinasien am 30. August 1874.

### Familie
Karl Eduard Hammerschmidt war mit Amalia Maria Witlacil verheiratet. Sie war die Tochter des Sozialhygienikers, Medizinstatistikers und Wiener Polizeiarztes Andreas Witlacil. Der türkische Journalist Ardan Zenturk ist ein Verwandter von Karl Eduard Hammerschmidt.

## Würdigung
Hammerschmidt war Mitglied der Royal Entomological Society of London. Seit 1833 war er auch Mitglied der Leopoldina, ab 1871 Mitglied der Kaiserlich Leopoldinisch-Carolinischen Deutschen Akademie der Naturforscher.
Anlässlich des 140. Jahrestages der Gründung des Roten Halbmondes wurde die Islamische Fachschule für soziale Bildung in Wien zusätzlich als Abdullah Karl Hammerschmidt-Schule benannt.

## Werke
- Beschreibung eines neuen mexicanischen Schmetterlinges (Cossus) Redtenbacheri Hmrschdt., dessen Entwickelung in Wien beobachtet wurde. Mit 1 lith. Tafel. Wien 1847.
- Helminthologische Beiträge, Beschreibung einiger neuer in Insekten entdeckten Oxyuris-Arten. Wien 1847.
- Beschreibung einiger Oxyuris-Arten. In: Naturwissenschaftliche Abhandlungen. 1 (1847).